# The Sickness
The Sickness — дебютный студийный альбом рок-группы Disturbed, который был выпущен в США 7 марта 2000 года. В 2010 году было выпущено юбилейное переиздание альбома (10th Anniversary Edition), включающие две свежие композиции. The Sickness является единственным альбомом у группы, не достигшим первой строчки американского чарта Billboard 200, до того момента, когда альбом 2018 года Evolution достиг четвёртой строчки того же чарта. По состоянию на 2018 год, альбом был продан в США количеством более 5 миллионов копий и стал 5-кратно платиновым, что является самым успешным в истории группы.
В 2013 году Loudwire включили The Sickness в свой список «25 лучших дебютных хард-рок альбомов», поместив альбом под 24 номером.

## Критика
| Оценки критиков | Оценки критиков |
| Источник        | Оценка          |
| --------------- | --------------- |
| AllMusic        | [ 6 ]           |
| Rolling Stone   | [ 7 ]           |
| Spin            | 5/10            |

Альбом получил, в основном, благоприятные отзывы от критиков. Стив Хьюи из AllMusic прокомментировал: «Но даже если у него [альбома] есть несколько не слишком убедительных моментов, «The Sickness» в целом становится работой группы, которой действительно не так далеко, чтобы достичь полного контроля над своими звуковыми и композиционными навыками. Это и делает его потрясающей дебютной работой».

## Список композиций

The Sickness: 10th Anniversary Edition» (переиздание 2010 года)

Слова и музыка всех песен — Disturbed, кроме песни «Shout 2000», которая была написана Иэном Стэнли и Роландом Орзабалом.
| №                   | Название                             | Длительность |
| ------------------- | ------------------------------------ | ------------ |
| 1.                  | «Voices»                             | 3:11         |
| 2.                  | «The Game»                           | 3:47         |
| 3.                  | «Stupify»                            | 4:34         |
| 4.                  | «Down with the Sickness»             | 4:38         |
| 5.                  | «Violence Fetish»                    | 3:23         |
| 6.                  | «Fear»                               | 3:46         |
| 7.                  | «Numb»                               | 3:44         |
| 8.                  | «Want»                               | 3:52         |
| 9.                  | «Conflict»                           | 4:35         |
| 10.                 | «Shout 2000 (Tears for Fears кавер)» | 4:17         |
| 11.                 | «Droppin' Plates»                    | 3:49         |
| 12.                 | «Meaning of Life»                    | 4:02         |
| Общая длительность: | Общая длительность:                  | 47:38        |

| №                   | Название            | Длительность |
| ------------------- | ------------------- | ------------ |
| 13.                 | «God Of The Mind»   | 3:05         |
| 14.                 | «A Welcome Burden»  | 3:31         |
| Общая длительность: | Общая длительность: | 54:14        |

| №                   | Название                        | Длительность |
| ------------------- | ------------------------------- | ------------ |
| 13.                 | «God of the Mind»               | 3:05         |
| 14.                 | «Stupify (live)»                | 4:53         |
| 15.                 | «The Game (live)»               | 3:53         |
| 16.                 | «Voices (live)»                 | 3:36         |
| 17.                 | «Down With the Sickness (live)» | 6:16         |
| Общая длительность: | Общая длительность:             | 1:09:17      |

| №                   | Название                                            | Длительность |
| ------------------- | --------------------------------------------------- | ------------ |
| 15.                 | «Voices (instrumental)»                             | 3:18         |
| 16.                 | «The Game (instrumental)»                           | 3:53         |
| 17.                 | «Stupify (instrumental)»                            | 4:13         |
| 18.                 | «Down With the Sickness (instrumental)»             | 4:45         |
| 19.                 | «Violence Fetish (instrumental)»                    | 3:29         |
| 20.                 | «Fear (instrumental)»                               | 3:53         |
| 21.                 | «Numb (instrumental)»                               | 3:50         |
| 22.                 | «Want (instrumental)»                               | 3:57         |
| 23.                 | «Conflict (instrumental)»                           | 4:41         |
| 24.                 | «Shout 2000 (instrumental)» (Tears for Fears cover) | 4:25         |
| 25.                 | «Droppin' Plates (instrumental)»                    | 3:48         |
| 26.                 | «Meaning of Life (instrumental)»                    | 4:00         |
| Общая длительность: | Общая длительность:                                 | 1:42:19      |

## Позиции в чартах
| Год  | Чарт                         | Позиция |
| ---- | ---------------------------- | ------- |
| 2008 | Australian ARIA Albums Chart | 30      |
| 2000 | Heatseekers                  | 3       |
| 2000 | US Billboard 200             | 29      |

| Год  | Сингл                    | Чарт                   | Позиция |
| ---- | ------------------------ | ---------------------- | ------- |
| 2001 | «Down with the Sickness» | Mainstream Rock Tracks | 5       |
| 2001 | «Down with the Sickness» | Modern Rock Tracks     | 8       |
| 2006 | «Down with the Sickness» | Hot Ringtones          | 2       |
| 2000 | «Stupify»                | Mainstream Rock Tracks | 12      |
| 2000 | «Stupify»                | Modern Rock Tracks     | 10      |
| 2002 | «The Game»               | Mainstream Rock Tracks | 34      |
| 2000 | «Voices»                 | Mainstream Rock Tracks | 16      |
| 2000 | «Voices»                 | Modern Rock Tracks     | 18      |

## Сертификации
| Страна                  | Сертификации  | Продажи   |
| ----------------------- | ------------- | --------- |
| Австралия               | Платиновый    |           |
| Канада                  | Платиновый    |           |
| Соединённое Королевство | Золотой       | 145,989   |
| США                     | 5× Платиновый | 5,000,000 |

## Участники записи
- Дэвид Дрейман – вокал
- Дэн Дониган – гитара, электроника, программирование
- Стив Кмак – бас-гитара
- Майк Венгрен – ударные, перкуссия, программирование